# Steve Janaszak
Steve James Janaszak (Saint Paul, Minnesota, 1959. január 7.) olimpiai bajnok amerikai profi jégkorongozó, kapus.

## Pályafutása
Komolyabb junior karrierjét a Minnesota Egyetemen kezdte 1975–1976-ban és 1979-ig játszott az egyetemi csapatban. 1980-ban részt vett a téli olimpián, ahol aranyérmet nyert az amerikai csapattal. Ezután az NHL-es Minnesota North Starshoz került. De csak egy mérkőzésen játszott. A szezon többi részét a CHL-es Oklahoma City Starsban, a Tulsa Oilersben és az EHL-es Baltimore Clippersben töltötte. 1980–1981-ben a CHL-es Fort Worth Texans és az IHL-es Fort Worth Kometsben játszott. 1981–1982-ben játszott a Fort Worth Texansban, az NHL-es Colorado Rockiesban (mindössze két mérkőzést) és az amerikai válogatottban a világbajnokságon. 1983-ban a Wichita Windből vonult vissza.

## Díjai
- NCAA Bajnoki All-Tournament Csapat: 1979
- NCAA Bajnoki Tournament MVP: 1979
- Olimpiai aranyérem: 1980
- Ken McKenzie-trófea: 1981 (Mike Labianca-val megosztva)